# ARKO

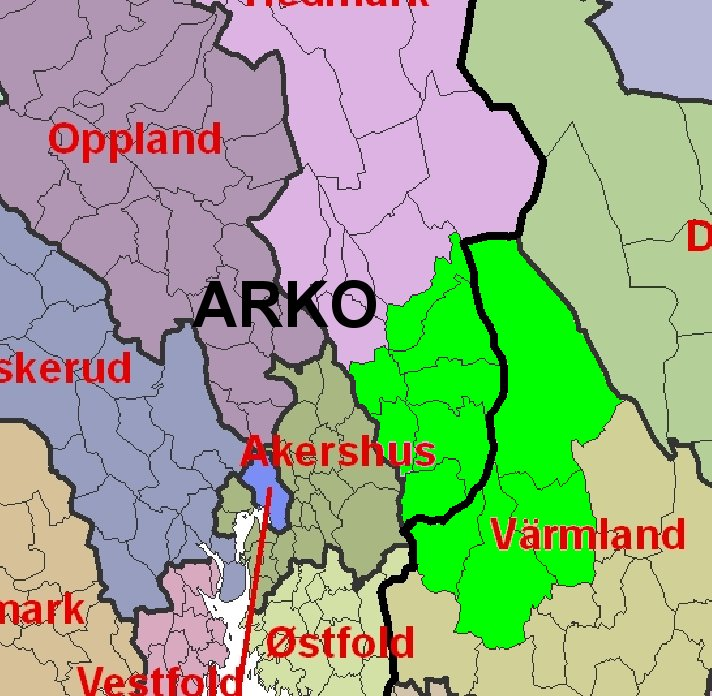
Kommuner som ingår i samarbetet är grönfärgade.

ARKO är en samarbetsregion mellan ett antal kommuner i södra delen av Innlandet fylke i Norge och i nordvästra delen av Värmlands län i Sverige. Samarbetet har pågått sedan 1967. Organisationen finansieras av Nordiska ministerrådet samt genom medlemsavgifter från medlemskommunerna. Namnet är en sammansättning av områdets två regioncentra – Arvika och Kongsvinger.
Drygt 110 000 invånare bor i ARKO-områdets elva kommuner, varav ca 60 000 i Sverige (2012).

## Regionens kommuner
| - Eidskog - Grue - Kongsvinger - Nord-Odal - Sør-Odal - Våler - Åsnes | - Arvika - Eda - Sunne - Torsby |